# Миколаївка (село, Дніпровський район)
Микола́ївка (у минулому три окремих села — Карнаухівські хутори, скорочено — Кархутори, Миколаївка та Василівка) — село в Україні, у Дніпровському районі Дніпропетровської області. Населення становить 1266 осіб. З 2020 року центр Миколаївської сільської територіальної громади.

## Географія
Село Миколаївка розташоване на березі річки Суха Сура та її притоки Сухачівка, що наразі зникає в ставку на північно — східній околиці села. Вище за течією Сухої Сури до Миколаївки примикає село Благовіщенка, нижче за течією на відстані 1 км розташоване село Сурсько-Михайлівка. По селу протікає кілька пересихаючих струмків з загатами. Через село проходять автомобільні дороги М30 (E50) і Р80.
Траса М30 ділить село на дві частини: Миколаївку — 1 (південна частина) та Миколаївку — 2 (північна частина).

## Історія
Заснування села Карнаухівські Хутори належить до першої половини XIX столітті. Першими його поселенцями були вихідці з села Карнаухівки (тепер — частина міста Кам'янського).
Село Миколаївка було засноване у 18 столітті запорізькими козаками. Інтенсивне заселення села пов'язане з переселенням сюди вихідців з села (нині місто) Кам'янського наприкінці 19 ст.
Станом на 1886 рік на Карнаухівських хуторах Діївської волості Катеринославського повіту Катеринославської губернії мешкало 633 особи, налічувалось 111 дворових господарств, існувала православна церква.
За переписом 1897 року кількість мешканців зросла до 1246 осіб (573 чоловічої статі та 673 — жіночої), з яких 1235 — православної віри.
Станом на 1923 рік у селі Миколаївка мешкало 1495 осіб.
У 1929 році створюються колгоспи: у Миколаївці — «Дзержинець», у Василівці — «Червона Армія», у Карнаухівських Хуторах — «Ворошилівський» та «Переможець».
Населення сіл вороже зустріло колективізацію. Навесні 1929 року в Миколаївці та Карнаухівських Хуторах спалахнули «бабині бунти»: жінки відбирали худобу й сільгоспінвентар. Документ ДПУ від 14 березня 1930 року свідчив:
|  | Миколаївка. Приступили до практичної роботи. Засіяли 17 десятин. Настрій селян змінюється, але робота йде кволо. Відвертих виступів у полі нема. Карнаухівські хутори. Маються факти окремих виступів бідняків, які загітовані куркульнею і не бажають сіяти колективно, особисто жінки. Були випадки забирали суспільних коней. Василівка. О 3 — й годині вночі представник Райвиконкому заарештував 3 куркулів, щоб із'яти та вів їх до Сільради, але в той час коло Сільради зібралося вже багато людей, як відбили заарештованих, а уповноважених закрили в кімнаті голови сільської ради та стояли навкруги с/ради. Заарештованого голову с/ради селяни підвели до телефону, щоб викликав Райвиконком для пояснення. Побили всі вікна в сільраді. По розмові з головою с/ради Карнаухівських Хуторів т. Гаркушею виявилось, що експортники хотіли побити уповноважених, але їх удалось стримати. Коли підходили до сільради то чули як селяни кричали: «Чого до нас прислали Осаду?» (Уповноваженого Райвиконкому). |

Населення масово покидало села, тікаючи на заводи до Кам'янського та Дніпропетровська.
У 1932 році за невиконання плану хлібозаготівель колгоспи всіх трьох сіл були занесені на «чорну дошку»: на колгоспи та селян були накладені великі штрафи м'ясом. Села зазнали великих втрат від Голодомору. Як свідчив мешканець Миколаївки Володимир Іванович Федоряк:
|  | В Кархуторах 7 кладовищ. Восени бур'ян впаде (на кожному з них) побачите братські могили. Ховали у кургані щонайменше 30 чоловік. За виключенням розкуркулених вивезених в Сибір, можете називати всі сім'ї — або хтось вмер, або всі. |

За свідченням мешканця Миколаївки Дрозденка Гавриїла Пилиповича:
|  | помирало багато. Десь на нашій бригаді (а у колгоспі було 3 бригади — усього 3000 чоловік з лишнім) до сотні. А по селу до п'ятсот. |

Загалом встановлено імена щонайменше 100 жителів села, які померли під час організованого радянською владою Голодомору 1932—1933 років.

## Населення
Згідно з переписом УРСР 1989 року чисельність наявного населення села становила 3010 осіб, з яких 1339 чоловіків та 1671 жінка.
За переписом населення України 2001 року в селі мешкали 1283 особи.

### Мова
Розподіл населення за рідною мовою за даними перепису 2001 року:
| Мова       | Кількість | Відсоток |
| ---------- | --------- | -------- |
| українська | 1107      | 87.44%   |
| російська  | 154       | 12.16%   |
| білоруська | 2         | 0.16%    |
| болгарська | 1         | 0.08%    |
| румунська  | 1         | 0.08%    |
| угорська   | 1         | 0.08%    |
| Усього     | 1266      | 100%     |

## Соціальна сфера
У Миколаївці є навчальний ліцей, лікарня, бібліотека.
На території сільської ради діє ТОВ «Сільськогосподарська фірма „АгроСтар“».

## Особистості

### Народилися
- Бондаренко Володимир Данилович (1939-2019) — український зоолог і поет, професор кафедри лісівництва Національного лісотехнічного університету України.
- Осадчий Максим Романович (1918-1987) — Герой Соціалістичної Праці.
- Перерва Сергій Васильович (2000—2022) — матрос Збройних Сил України, учасник російсько-української війни, що загинув у ході російського вторгнення в Україну в 2022 році.

### Пов'язані
- Мєркулов Андрій Юрійович (1979—2017) — солдат Збройних сил України, учасник російсько-української війни, похований у селі.